# Daniza Lazo
Daniza Lazo (14 de marzo de 1974) es una deportista venezolana que compitió en taekwondo. Ganó dos medallas de bronce en el Campeonato Panamericano de Taekwondo en los años 1998 y 2006.

## Palmarés internacional
| Campeonato Panamericano | Campeonato Panamericano  | Campeonato Panamericano | Campeonato Panamericano |
| Año                     | Lugar                    | Medalla                 | Categoría               |
| ----------------------- | ------------------------ | ----------------------- | ----------------------- |
| 1998                    | Lima (Perú)              | Medalla de bronce       | –60 kg                  |
| 2006                    | Buenos Aires (Argentina) | Medalla de bronce       | –72 kg                  |